# Lavegahau
Lavegahau ist ein Dorf im Distrikt Muʻa im Königreich Uvea, welches als Teil des französischen Überseegebiets Wallis und Futuna zu Frankreich gehört.

## Lage
Lavegahau liegt an der Ostküste des Distrikts Muʻa im Südosten der Insel Uvea, die zu den Wallis-Inseln gehört. Das Dorf befindet sich zwischen Tepa im Süden und Haʻafuasia im Norden. Im westlichen Teil von Lavegahau befinden sich eine Kapelle und die landwirtschaftliche Berufsschule „Vaimoana“. Weiter westlich des Dorfes erstreckt sich ein dünn besiedeltes Siedlungsgebiet, das sich bis in das Inselzentrum zu einer größeren Straße erstreckt. Dort befinden sich eine Bar und der Lac Lanumaha (deutsch Lanumaha-See).

## Bevölkerung
Die Bevölkerung nimmt genau wie in den übrigen Teilen Wallis und Futunas ab. Allerdings schwächer als in anderen Teilen:
| Lavegahau: Einwohnerzahlen von 1996 bis 2013 | Lavegahau: Einwohnerzahlen von 1996 bis 2013 | Lavegahau: Einwohnerzahlen von 1996 bis 2013 | Lavegahau: Einwohnerzahlen von 1996 bis 2013 | Lavegahau: Einwohnerzahlen von 1996 bis 2013 |
| -------------------------------------------- | -------------------------------------------- | -------------------------------------------- | -------------------------------------------- | -------------------------------------------- |
| Jahr                                         |                                              |                                              |                                              | Einwohner                                    |
| 1996                                         | 1996                                         |                                              | 331                                          | 331                                          |
| 2003                                         | 2003                                         |                                              | 379                                          | 379                                          |
| 2008                                         | 2008                                         |                                              | 359                                          | 359                                          |
| 2013                                         | 2013                                         |                                              | 342                                          | 342                                          |
| 2023                                         | 2023                                         |                                              | 326                                          | 326                                          |
| Datenquelle: INSEE                           |                                              |                                              |                                              |                                              |